# Rensselaerswijck
Le Rensselaerswijck («Rensselaerwyck» en anglais) était un domaine foncier privé aux abords du fleuve Hudson en Nouvelle-Néerlande puis dans l'État de New York en 1664. 

## Histoire
Situé autour de Fort Orange, ce vaste domaine terrien avait été vendu en 1621 par la Compagnie néerlandaise des Indes occidentales à Kiliaen van Rensselaer, un des actionnaires principaux de la compagnie, afin de faciliter l'immigration de maints colons en Nouvelle-Néerlande. Le propriétaire ne vint jamais en Amérique du Nord pour gérer le domaine, employant plutôt un officier sur place («schout» en néerlandais). Le premier de ceux-ci fut Adriaen van der Donck employé de 1641 à 1644.

### Officiers
La famille van Rensselaer appointa successivement plusieurs lieutenants afin de voir à son intérêt au maintien de l'ordre sur sa seigneurie.
- Adriaen van der Donck (1641-1644)
- Nicolaes Coorn (1644-?)
- Brant van Slichtenhorst